# Histórias de Cronópios e de Famas
Historias de cronopios y de famas (em português: História de cronópios e de famas) é o sexto livro de Julio Cortázar, escrito em Roma e em Paris, no período de 1952 a 1959, e publicado em 1962, um ano antes de Brasil: O Jogo da Amarelinha / Portugal: O jogo do mundo. 
A história do livro dá vida a três tipos de personagens: os cronópios, que são os personagens que não atribuem importância exagerada às coisas; os famas, que são totalmente o contrário dos cronópios; e as esperanças, que são as preguiçosas, desanimadas e sedentárias.